# Fonomusic
Fonomusic fue una compañía discográfica española con importantes grupos nacionales como (Triana,El fary,Rompeolas o maria Jiménez) fundada en Madrid en 1983 a partir de la compañía Movieplay, y esta antes aún a partir de Sonoplay. En 2002 fue adquirida por Warner Music Group. u

## Historia

### Orígenes: Sonoplay
El compositor Adolfo Waitzman, que acababa de abandonar Philips, funda Sonoplay en asociación con los Estudios Moro, posteriormente adquiridos por el grupo Movierecord del belga Jo Linten. En 1968 inicia la distribución del sello francés Barclay, entonces dirigido por Alain Milhaud, en España. Los artistas de Sonoplay-Barclay eran fuertemente promocionados a través de anuncios de la compañía Movierecord, gestora de salas de cine, lo que facilitó su difusión. También extiende su labor por Portugal.

### Conversión a Movieplay
A los dos años de su creación, el sello cambió su denominación por Movieplay, poco antes de que Movierecord se declarara en bancarrota. Tras ello, las diversas compañías del grupo, tanto en España como en el extranjero, se separaron, cerraron o vendieron a terceros.
Pese a ello, Movieplay siguió operando con normalidad, llegando incluso a convertirse en una de las discográficas líderes en España. En 1974 se creó el subsello Gong, dirigido por el productor discográfico Gonzalo García-Pelayo y orientado al rock con raíces, editando, entre otros, el debut del grupo sevillano Triana.

#### Movieplay en Portugal
Tras la separación, Movieplay siguió editando en Portugal como un sello independiente del homólogo español. Desde entonces centró su catálogo en el folk autóctono y los cantautores. También se hizo con el fondo de catálogo de las compañías portuguesas Rádio Triunfo y Discos Orfeu. Movieplay portuguesa sigue en activo con dicha denominación.

### Etapa final: Fonomusic
En 1983 Movieplay pasa a denominarse Fonomusic, lanzando posteriormente una sección editorial llamada Pentamusic. A partir de su adquisición por Warner en 2002, pasó a ser distribuido por Dro EastWest. El por entonces presidente de Warner en España, Saúl Tagarro, informó que la adquisición se debió al interés por ampliar su catálogo con discos de la década de los 70.
Fonomusic controló diversos subsellos especializados en distintos géneros, como Fonofolk (música folk, bajo el que se editó el exitoso recopilatorio Naciones Celtas), Revelde (punk rock, rock urbano), Dee-Jay (tecno) o Days End (heavy metal).

## Artistas y publicaciones

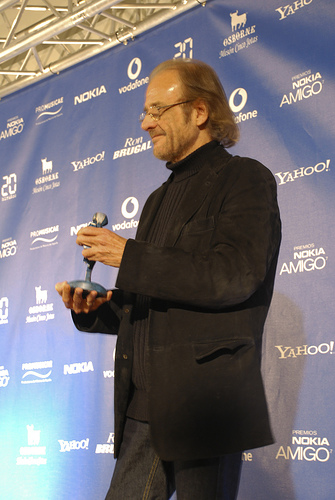
Luis Eduardo Aute.

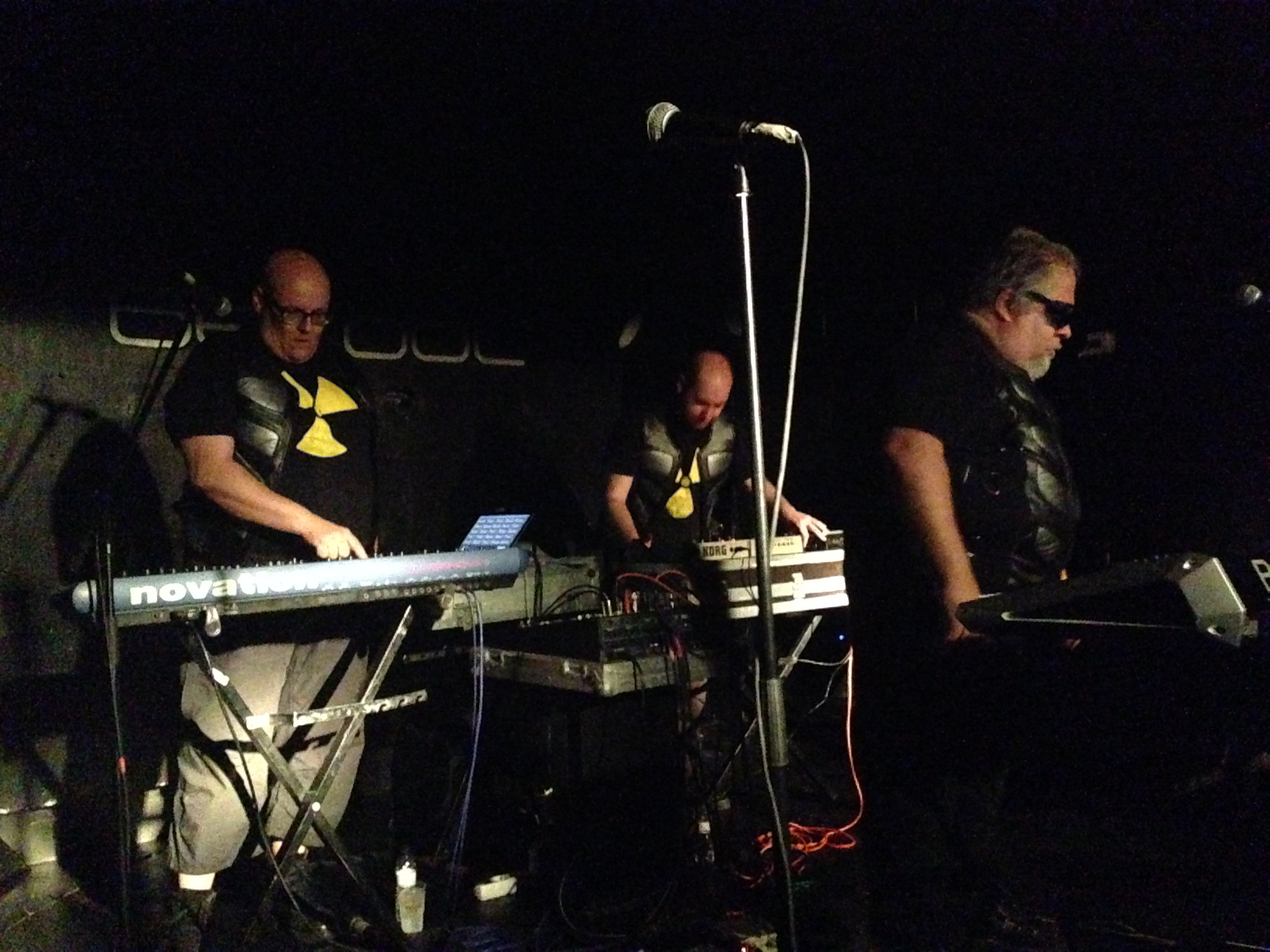
Aviador Dro

Considerando las distintas etapas del sello, tanto por Fonomusic como por sus predecesoras han pasado multitud de artistas de gran talla en el panorama musical nacional. Entre ellos se encuentran:
| - Luis Eduardo Aute - José Antonio Labordeta - Ciudad Jardín - Greta y los Garbo - Lluís Llach - Els Pavesos - Eduardo Bort - Luis Aguilé - Pop Tops - Patxi Andion - Cristina Pato - Palmera (banda) - Dúo Chapala - Petapouco - Camilo Sexto | - María Jiménez - El Fary - Aviador Dro - Teresa Rabal - Miguel Ríos - Almas Humildes - Rompeolas - Triana - Canarios - Pabellón Psiquiátrico - Gualberto - El Dulce Mal - Juancho Ruiz, el Charro - Ernesto tecglén y La vieja banda - Lucía |

Del mismo modo, Fonomusic también consiguió un importante fondo de música flamenca. En 1997 editó, junto a Hispavox, una colección de 44 CD bajo el nombre de Cultura Jonda y seleccionada por José Manuel Gamboa.